# 1871 a jogalkotásban
1871-ben az alábbi jogszabályokat alkották meg:

## Magyarország

### Törvények
- 1871. évi I. törvénycikk A magyar sorhadi csapatokhoz és a hadi tengerészethez 1871. évben kiállitandó ujoncz- és póttartaléki jutalékok megajánlása tárgyában
- 1871. évi II. törvénycikk Az 1871. évi márczius hóban viselendő közterhekről és fedezendő kiadásokról
- 1871. évi III. törvénycikk Az 1868. évi XLI. törvénycikk 7. §-ának módositása, illetőleg a honvédkerületek uj beosztása tárgyában
- 1871. évi IV. törvénycikk Az 1868. évi XLI. törvénycikk 9. §-ának módositása, illetőleg a honvéd zászlóalji törzsek személyzetének változtatása tárgyában
- 1871. évi V. törvénycikk Az 1868. évi XL. törvénycikk 12. §-ának s az ugyancsak 1868. évi XLI. törvénycikk 6. §-ának módositása, illetőleg a honvéd-lovasszázadok szaporitása tárgyában
- 1871. évi VI. törvénycikk Az 1868. évi XLI. tc. 13. §-ának bővitéséről és módositásáról a honvédeknek tiszti és altiszti kiképzés végett leendő behivása tárgyában
- 1871. évi VII. törvénycikk Az 1868. évi XLI. tc. 19. §-ának módositása tárgyában
- 1871. évi VIII. törvénycikkA birák és birósági hivatalnokok felelősségéről
- 1871. évi IX. törvénycikk A birák és birósági hivatalnokok áthelyezése és nyugdijazása körüli eljárás szabályozásáról
- 1871. évi X. törvénycikk Az 1871. évi államköltségvetésről
- 1871. évi XI. törvénycikk A herczeg Eszterházy-féle képtár, kézrajz- és rézmetszet-gyüjtemény megvétele tárgyában
- 1871. évi XII. törvénycikk A pesti kir. tábla itélőbiráinak szaporitása tárgyában
- 1871. évi XIII. törvénycikk A fiumei kormányzó és személyzete költségének fedezésére és a Fiuméban működött királyi biztos küldetése folytán szükségessé vált póthitelről
- 1871. évi XIV. törvénycikk Az eperjes-tarnowi vasut magyarországi részének kiépitése tárgyában
- 1871. évi XV. törvénycikk A szárazföldi határon át Dalmátországba vitt tüzifára vetett vámnak megszüntetése iránt
- 1871. évi XVI. törvénycikk A tengeri kereskedelmi hajók köbözéséről
- 1871. évi XVII. törvénycikk Az Ausztria és Szászország közötti vasuti összeköttetés további kiegészitése tárgyában kötött szerződés IX. és X. czikkében foglalt vámmentességről
- 1871. évi XVIII. törvénycikk A községek rendezéséről
- 1871. évi XIX. törvénycikk A fiumei kikötő kiépitéséről és az ezen czélra 1871-re megajánlott póthitelről
- 1871. évi XX. törvénycikk A határőrvidéki és Fiume kerületi tengeri kikötőkre pótlólag megajánlott összegek fedezésről
- 1871. évi XXI. törvénycikk A horvát-szlavonországi államutakra s folyókra 1869. évben forditott költségek megtéritésére megkivántató póthitelről
- 1871. évi XXII. törvénycikk A Zólyomtól Beszterczebányáig államköltségen épitendő vasuti szárnyvonalról
- 1871. évi XXIII. törvénycikk A közbiztonság helyreállitása végett tett rendkivüli intézkedésekre szükséges póthitelről
- 1871. évi XXIV. törvénycikk A Svéd-Norvég királysággal 1868. évi junius 2-án a közbüntetesek kölcsönös kiadása tárgyában kötött államszerződésről
- 1871. évi XXV. törvénycikk A Francziaországgal 1855. évi november 13-án a közbűntettesek kölcsönös kiadatása tárgyában kelt államszerződés kiegészitése végett 1869. évi február hó 12-én kötött pótegyezmény tárgyában
- 1871. évi XXVI. törvénycikk Az olasz királysággal 1869. évi február hó 27-én a közbűntettesek kölcsönös kiadása tárgyában kötött államszerződésről
- 1871. évi XXVII. törvénycikk A Guatemalai köztársasággal 1870. évi február hó 28-án kötött kereskedelmi és hajózási szerződésről
- 1871. évi XXVIII. törvénycikk A siami királysággal 1869. évi május 17-én kötött kereskedelmi szerződésről
- 1871. évi XXIX. törvénycikk A japáni császársággal 1869. évi október hó 18-án kötött kereskedelmi szerződésről
- 1871. évi XXX. törvénycikk A határőrvidéki posta-, távirda- és tengerészeti szolgálat 1871. évi költségeinek fedezésére szükséges póthitelről
- 1871. évi XXXI. törvénycikk Az első folyamodásu biróságok rendezéséről
- 1871. évi XXXII. törvénycikk Az első folyamodásu kir. törvényszékek és járásbiróságok életbeléptetéséről
- 1871. évi XXXIII. törvénycikk A királyi ügyészségről
- 1871. évi XXXIV. törvénycikk  A magyar földhitelintézetről
- 1871. évi XXXV. törvénycikk A chinai császársággal 1869. évi szeptember 2-án kötött kereskedelmi szerződésről
- 1871. évi XXXVI. törvénycikk Az észak-amerikai Egyesült-Államokkal 1870. évi julius 11-én kötött consulsági egyezményről
- 1871. évi XXXVII. törvénycikk A gömöri iparvasutak hálózatának kiépitéséről
- 1871. évi XXXVIII. törvénycikk Az 1869. évi VI. tc. s az azzal beczikkelyezett engedély-okmány némely határozatainak módositásáról
- 1871. évi XXXIX. törvénycikk A vizszabályozási társulatokról
- 1871. évi XL. törvénycikk A gátrendőrségről
- 1871. évi XLI. törvénycikk A sz. kir. Pestváros által felveendő kölcsön bélyeg- és adómentessége iránt
- 1871. évi XLII. törvénycikk A pestvárosi nagy körutról a 3 bárányutczai kiágazással és az ezen, és az 1870:LX. tc. folytán nyitandó közlekedési uton emelendő épitkezések adómentességéről
- 1871. évi XLIII. törvénycikk Az amerikai Egyesült-Államokkal 1870. évi september 20-án a kivándorló egyének állampolgárságának szabályozása végett kötött államszerződésről
- 1871. évi XLIV. törvénycikk A Spanyolországgal 1870. évi márczius 24-én kötött kereskedelmi és hajózási szerződésről
- 1871. évi XLV. törvénycikk 30.000,000 ezüst forint névértékü államkölcsön felvételéről
- 1871. évi XLVI. törvénycikk Az igazságügyministeri számvevőség személyzete szaporitása, és az 1871. évi XXXI., XXXII., XXXIII. törvénycikkek végrehajtása költségeinek fedezésére szükséges póthitelről
- 1871. évi XLVII. törvénycikk Az uruguayi köztársasággal 1870 deczember 7-én kötött barátsági, kereskedelmi és hajózási szerződésről
- 1871. évi XLVIII. törvénycikk  Az Argentina köztársasággal 1870. október hó 27-én kötött barátsági-, kereskedelmi- és hajózási szerződésről
- 1871. évi XLIX. törvénycikk A perui köztársasággal 1870. évi május 2-án kötött barátsági-, kereskedelmi és hajózási szerződésről
- 1871. évi L. törvénycikk A chilei köztársasággal 1870 junius 14-én kötött barátsági, kereskedelmi és hajózást szerződésről
- 1871. évi LI. törvénycikk A birósági végrehajtókról
- 1871. évi LII. törvénycikk A büntető törvényekre és gyakorlatra vonatkozó némely intézkedésről
- 1871. évi LIII. törvénycikk Az 1848. évi törvények által megszüntetett urbéri kapcsolatból fenmaradt jog- és birtokviszonyok rendezéséről
- 1871. évi LIV. törvénycikk Az irtványokról
- 1871. évi LV. törvénycikk Az arányositásról és tagositásról, az ország erdélyi területének városaiban, szabad és volt urbéresekkel vegyes községeiben
- 1871. évi LVI. törvénycikk A földadóról szóló 1868:XXV. tc. érvényének meghosszabbitása iránt
- 1871. évi LVII. törvénycikk A házadóról szóló 1868:XXII. és 1870:LI. törvénycikkek érvényének meghosszabbitásáról
- 1871. évi LVIII. törvénycikk A jövedelemadóról szóló 1868:XXVI. és 1870:LI. tc. hatályának meghosszabbitásáról és a jövedelemadó-szabályok 82., 83. §-ainak értelmezéséről, illetőleg módositásáról
- 1871. évi LIX. törvénycikk A személyes kereseti adóról szóló 1868:XXIV. és XXXIV. törvénycikkek érvényének meghosszabbitásáról
- 1871. évi LX. törvénycikk A dohányjövedékről szóló 1868:XIV. tc. hatályának meghosszabbitásáról
- 1871. évi LXI. törvénycikk A bor- és husfogyasztási adótörvény és szabályok módositása, és ezek érvényének meghosszabbitása iránt
- 1871. évi LXII. törvénycikk A czukoradóról szóló 1868:XX. tc. hatályának meghosszabbitásáról
- 1871. évi LXIII. törvénycikk A bélyeg és illetékek valamint a dijak iránt fennálló szabályok érvényének meghosszabbitásáról
- 1871. évi LXIV. törvénycikk A pénzügyi biróságok ideiglenes fentartásáról Horvát-Szlavonországra nézve
- 1871. évi LXV. törvénycikk Az 1872. évi január és február hóban viselendő közterhekről és fedezendő államkiadásokról
- 1871. évi LXVI. törvénycikk A pénzügyi birói hatóságnak egyes törvényszékekre ruházásáról és a pénzügyi főtörvényszék ideiglenes fentartásáról
- 1871. évi LXVII. törvénycikk A feloszlatandó elsőfolyamodásu kir. törvényszékekhez kinevezett biráknak további alkalmaztatásáról
- 1871. évi LXVIII. törvénycikk Az 1871:XXXI. tc. életbeléptetésére szükséges intézkedésekről